# フェリペ・ラモス・イグネス・バストス
フェリペ・ラモス・イグネス・バストス（Fellipe Ramos Ignez Bastos、1990年2月1日 - ）は、ブラジル・リオデジャネイロ州リオデジャネイロ出身のプロサッカー選手。ポジションはディフェンシブハーフ。

## 来歴
地元リオデジャネイロの有名クラブの1つ、ボタフォゴFRのユースチームでキャリアをスタート。2007年のU-17ワールドカップでは、U-17ブラジル代表のキャプテンを務めた。
U-17ワールドカップ終了後、ヨーロッパのクラブからオファーが届き、ポルトガルの強豪SLベンフィカへの移籍が決定。FIFAの規定に従い、18歳の誕生日を迎えた後に最大5年間の契約を結んだ。2008年8月24日にベンフィカでの公式戦デビューを飾っている。
2009年にCFベレネンセスにレンタル移籍し、2010年にはスイスのセルヴェットFCにレンタル移籍した。2010年6月、ブラジルのCRヴァスコ・ダ・ガマにレンタル移籍した。

## タイトル

### クラブ
SLベンフィカ
- タッサ・ダ・リーガ 2008-09

CRヴァスコ・ダ・ガマ
- コパ・ド・ブラジル 2011

SCコリンチャンス・パウリスタ
- カンピオナート・パウリスタ 2017
- カンピオナート・ブラジレイロ・セリエA 2017